# Langenstraße 38 a (Stralsund)
Das Haus Langenstraße 38 a in Stralsund ist ein denkmalgeschütztes Bauwerk in der Langenstraße, Ecke Kronswinkel.

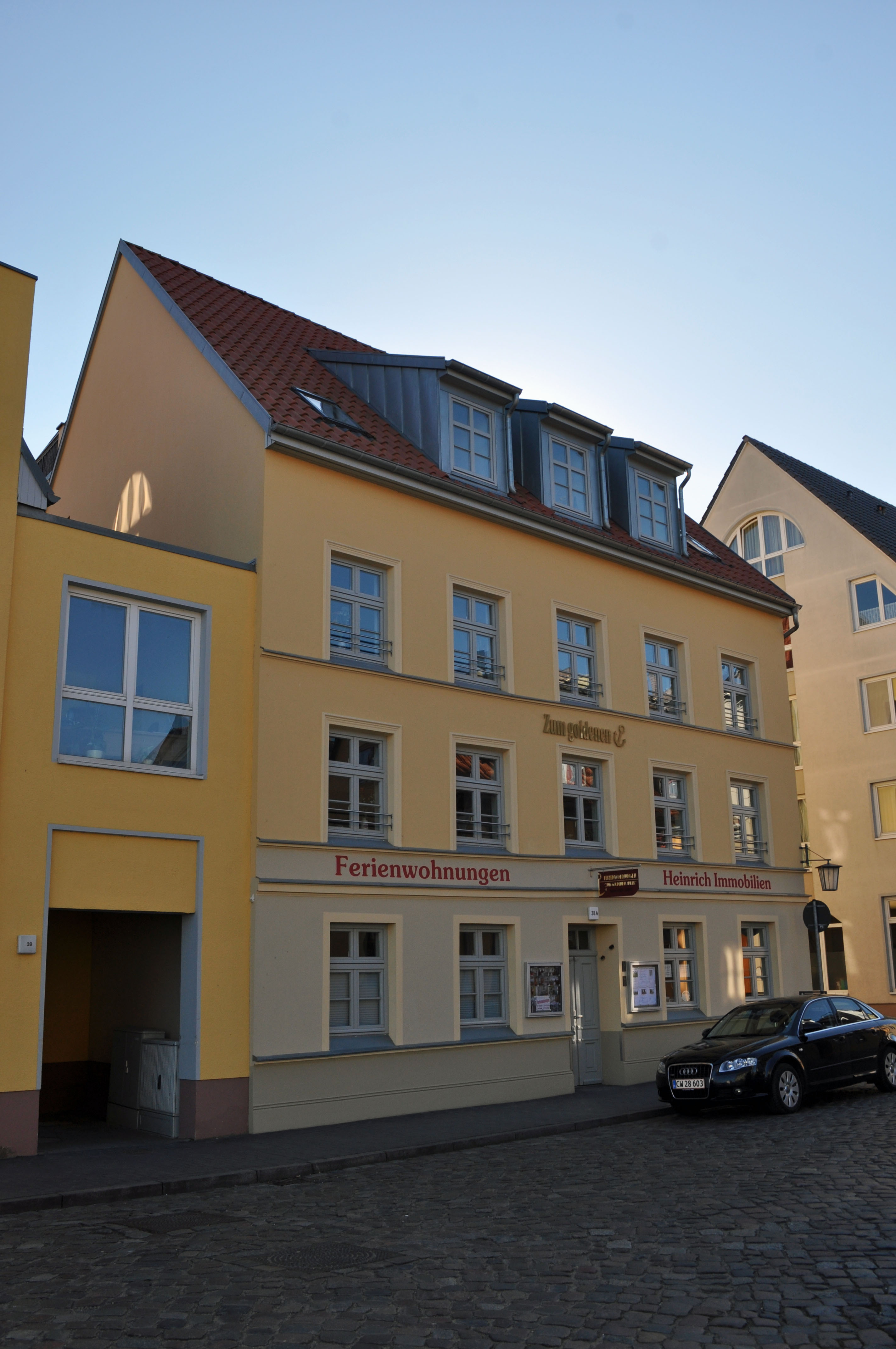
Haus Langenstraße 38 a in Stralsund (2012)

Der dreigeschossige Putzbau an der Ecke zum Kronswinkel wurde Anfang des 19. Jahrhunderts als kubischer Baukörper errichtet. Zur Langenstraße liegt die fünfachsige Hauptfassade mit geschosstrennendem Gesims.
Das Haus, das bis ins 19. Jahrhundert als Bude eingestuft wurde, gehörte zunächst zur Straße Kronswinkel. Im Jahr 1878 wurde der Eingang in die Langenstraße verlegt und das Gebäude erhielt die Hausnummer 38 a. Im Jahr 1891 wurde ein Geschoss aufgesetzt. 1891 wurde im Gebäude die Gaststätte „Zum Goldenen Anker“ eröffnet. Die Gaststätte wurde fast durchgehend bis ins Jahr 1996 betrieben, anschließend stand das Haus bis 2008 leer. Im Juni 2009 öffnete eine Pension.
Das Haus im Kerngebiet des von der UNESCO als Weltkulturerbe anerkannten Stadtgebietes des Kulturgutes „Historische Altstädte Stralsund und Wismar“ ist in die Liste der Baudenkmale in Stralsund eingetragen.